# 조지야 백화점

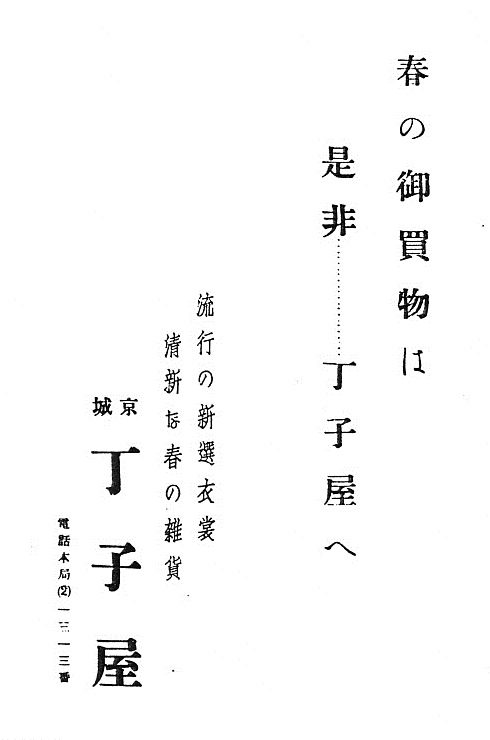
1930년대 쵸우지야 백화점의 광고

조지야 백화점(일본어: 丁子屋百貨店 초우지야햣카텐[*])은 20세기 초반 일본제국 조선과 만주국에 점포를 개점했던 일본 제국의 백화점이다. 경성부의 5대 백화점 중 하나로 불리었다.

## 연혁

### 조지야 양복점과 백화점으로의 확장
1867년부터 일본 제국 미에현 쓰시에서 양품점을 운영하고 있던 창업주가 러일전쟁이 끝나고 당시 대한제국 부산의 거상이었던 '오이케 츄스케'(大池忠助)소유의 건물을 빌려서 1904년 4월, 부산부 변천마치(弁天町)에 '조지야' 양복점을 개점, 10월에는 한성(후에 경성부)에도 점포를 개점했다.
1921년 "주식회사쵸우지야백화점"이 된후, 경성부 메이지마치(明治町)에 본점을 두었다. 1929년에는 본점을 증축하여 총 2,200평 면적의 백화점이 되었다.
1935년 만주쵸우지야를 개업했다. 1937년에는 평양부에도 개점했다.

### 제2차 세계대전 종전 후
1945년 태평양 전쟁이 일본의 패전으로 종결되면서 쵸우지야 백화점 또한 일본 대외에 보유한 일체의 자산을 상실하여 해체되었다. 경성에 있던 쵸우지야 본점은 한국인에게 넘어가 중앙백화점이 되었으나, 1948년 대한민국 정부가 자산을 접수하여 미군의 PX가 되었고, 평양점은 조선로동당에 넘어가 당창건사적관이 되었다.
1954년 무역협회가 이를 사들여 미도파백화점으로 개칭하였고, 1969년에는 대한농산의 산하에 들어가 미도파백화점으로 경영을 이어나갔다. 2002년 근처에 롯데쇼핑이 운영하는 롯데백화점에 매수되어 2003년에 점명을 롯데미도파로 변경, 2013년에 롯데쇼핑에 흡수합병되었다. 미도파백화점이 있던 곳은 현재 롯데영플러스 명동점이 되어있다.
한편, 미에현 쓰시에는 지금도 과거 쵸우지야 백화점 창업주의 일족이 신사복점 조지야를 계속 운영하고 있다.

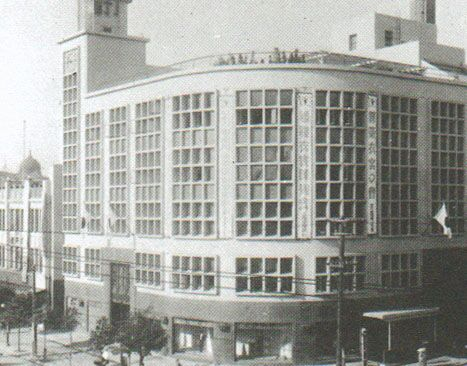
쵸우지야 백화점의 모습
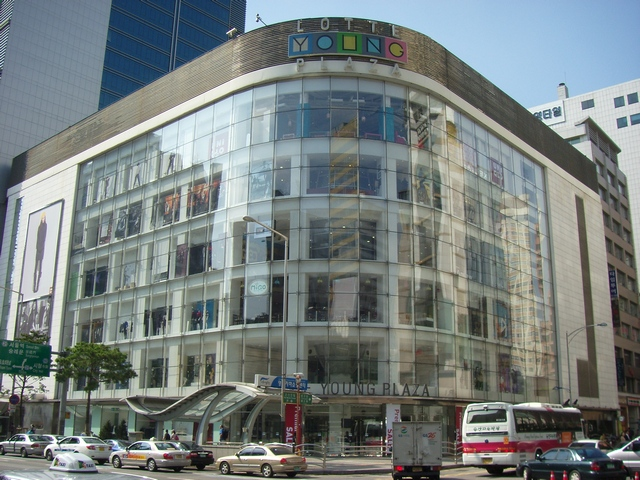
과거 쵸우지야 백화점 자리에 위차한 롯데영플라자 명동점 (2008년)

## 같이 보기
- 미나카이 백화점
- 히라타 백화점
- 미쓰코시
- 화신백화점